# Honoré N'Zué
 (janvier 2015).
Si vous disposez d'ouvrages ou d'articles de référence ou si vous connaissez des sites web de qualité traitant du thème abordé ici, merci de compléter l'article en donnant les références utiles à sa vérifiabilité et en les liant à la section « Notes et références ».
Honoré N'Zué est un réalisateur ivoirien né le 9 mars 1950 à Dimbokro, une ville située dans le département du N'zi en Côte d'Ivoire.
Il est le concepteur du concours de courts métrages « Festival Clap Ivoire »,,.
Honoré N'Zué  a débuté comme  acteur en France.

## Biographie
Il est connu pour son rôle de Togo dans Les Sous-doués (1980) et Les Sous-doués en vacances (1982) de Claude Zidi.
Il est enseignant de production cinéma et audiovisuelle à l'Institut des sciences et techniques de la communication depuis 1982,.
Réalisateur de fictions et documentaires depuis 1980, d’abord à la Radiodiffusion télévision ivoirienne (RTI), participant à ce titre, à la réalisation de nombreuses émissions  dont À livre ouvert et L'Art en mouvement.
Il est le concepteur du concours de courts métrages « Festival Clap Ivoire »,,, et le président de la Fédération ivoirienne des créateurs et conservateurs d'images (FICCI),,,.

## Filmographie
- 1980 : Les Sous-doués
- 1982 : Les Sous-doués en vacances
- 1995 : concepteur du concours de court métrage « Festival Clap Ivoire »[13],[12],[11],[4]
- 2005 : réalisation de l'émission Art en mouvement sur la RTI[10]
- 2006 : réalisation du long métrage Ngouan Gnaman[18],[4]
- 2010 : réalisation du long métrage Blayassoua[19]
- 2014 : réalisation du long métrage Le Plagiat[8]